# Ийст 17
East 17 е английска поп група от 1990-те. Групата е създадена през 1992 от Тони Мортимър, а името ѝ идва от пощенския код на Уолтъмстоу.
През 1992 г. композиторът Тони Мортимър показва своите демо записи на гиганта в звукозаписния бизнес Лондон Рекърдс. Продуцентите се съгласяват да подпишат договор за албум само при едно условие – ако сформира група. Тогава никому известните Брайън Харви, Тери Колдуел и Джон Хенди са бивши съученици от източния лондонски квартал Уолтъмстоу. Те се съгласяват с идеята на Мортимър. Наричат се EAST 17 – на пощенския код на квартала, където са израснали.
До този момент East 17 имат зад гърба си 4 издадени албума, повече от 15 топ 20 хита и милиони фенове из цял свят. Всичко изглежда сякаш това е краят на една от най-великите групи на 90-те, но през 1998 г. Тони Мортимър решава, че е дошло време да започне солова кариера и напуска групата. Тери и Джон решават да реформират Е17 и този път с Брайън като фронтмен се завръщат на голямата сцена с нов албум и нов хит сингъл. Each Time разбива класациите, стигайки до номер 2 и поставя зад гърба си конкуренти като Марк Оуен и Гари Барлоу от бившите конкуренти Тейк Дет. Албумът Ressurection се радва на грандиозен успех във Великобритания и САЩ. За първи път песните на Е17 не са написани от Тони и звучат различно, с R&B елементи, които в комбинация с добре познатия и неповторим глас на Брайън отново възвръщат момчетата на върха. Въпреки грандиозният успех на новия албум, Е17 внезапно се разпадат в края на 1999 г. Минават дълги години на мълчание от страна на момчетата. Брайън продължава да твори своята музика и прави няколко успешни хита, единият от които със сегашната сензация Wiclef Jean. Соловият му албум обаче, наречен просто Solo, не претърпява очаквания успех през 2001 г. и след няколко неприятни инцидента, включително и 2 опита за самоубийство, Брайън решава, че е време да се върне назад и да започне отново с Е17. След хиляди молби на феновете и безкраен брой изпратени имейли до личните уебстраници на момчетата, Е17 решават да се съберат отново в оригиналния си квартетен вариант. На 30.05.2006 г. те изнасят първият си концерт от 9 години насам и той е също толкова успешен, колкото по времето на най-голямото им турне Letting of steam! Интересът към тях отново е възобновен, и четиримата са пред подписване на договор за нов албум. Но сякаш късметът винаги изоставя момчетата в точния момент. В деня на подписването на договора, Брайън закъснява с часове за уговорената среща и това изкарва извън релси мозъка на групата Тони Мортимър. Двамата се скарват жестоко и обявяват, че няма да работят повече заедно. За съжаление на своите фенове, момчетата са отново 3-ма. Тони се обръща към своята солова кариера и изготвя първия си солов албум. Но Брайън, Тери и Джон не се отказват и решават твърдо да останат на сцената и в сърцата на своите фенове. Те правят няколко успешни концерта в Литва и Русия, а почти всяка седмица имат участия във Великобритания. Момчетата обмислят изготвянето на няколко нови парчета и евентуално турне из Европа. В началота на декември във Великобритания тръгва техния документален филм, за който те вярват, че ще постави едно ново начало за Е17.
За първи път Е17 посещават България по време на грандиозното турне Letting of Steam през 1995 г.
В края на 2009 г. момчетата се събират в оригиналния си квартетен вариан, за да станат част от благотворителен концерт. Малко след концерта, групата отново се разпада и Браян Харви публично заявява, че краят на East 17 вече е необратим. Той започва солова кариера, но останалите отново решават да реформират групата, този път с Тони Мортимър. Тони, Тери и Джон изнасят няколко концерта в Русия и Европа. През май 2010, в интервю пред известно шоу Тери Колдуел заявява, че групата подготвя албум, който ще излезе в края на годината. Недвусмислено намеква, че Браян може отново да бъде част от East 17.
На 15 юли 2010 г. East 17 изнасят концерт в Будапеща и получават добри отзиви от унгарските медии. Брайън не присъства на това участие.
В началото на 2011 г. East 17 създават своята официална страница във Facebook – east17official. Малко по-късно на нея обявяват новината: групата има нов вокалист! Името му е Блер Дрийлан /Blair Dreelan/. Блер има богата музикална история. Участвал е няколко пъти в английския вариант на X-Factor, бил е на турнета заедно с Peter Andre, а също е автор и на песни, като една от тях става хит номер 1 във Великобритания през 2010: Shout for England.
В същото време Брайън изнася силен концерт в Германия като не дава никакъв коментар относно бившите си колеги.
East 17 тръгват на турне във Великобритания, което започва на 31.08.2011 г.
Единствената песен, която групата издава с Blair се казва The Secret of My life. Песента става хит малко преди започването на турнето Back to the Future, което се радва на огромен успех в Англия и Ирландия. Дни преди издаването на новия албум на групата, Блер Дрийлън бива изключен от състава ѝ, а албумът замразен. обясненията са, че той има договор с друга звукозаписна компания и още е част от групата M4. Тери, Джон и Тони влизат в студио за записване на изцяло нови песни и изцяло нов албум. През 2012 тримата издават Dark light и първият сингъл от него – I Can't Get You Off My Mind (Crazy). Следват още три издадени сингъла, но Албумът не се радва на особен успех, както и не започва така дългоочакваното турне. Малко след това без обяснения Тони напуска групата.
През 2013 Джон и Тери сформират отново групата с водещ вокал Роби Крейг. Започват редица участия в Англия и Европа, както и в Русия.
East 17 се завръщат в България през лятото на 2014, както и през лятото на 2015 – това са първите им концерти от 1995 година насам тук.

## Дискография

### Студийни албуми
- 1993 – „Walthamstow“
- 1994 – „Steam“
- 1995 – „Up All Night“
- 1998 – „Resurrection“
- 2012 – „Dark Light“

### Компилации
- 1996 – „Around The World Hit Singles: The Journey So Far“
- 2005 – „The Very Best of East Seventeen“
- 2006 – „East 17: The Platinum Collection“

### Сингли
- 1992 – „House of Love“
- 1992 – „Gold“
- 1993 – „Deep“
- 1993 – „Slow It Down“
- 1993 – „West End Girls“
- 1993 – „It's Alright“
- 1994 – „Around the World“
- 1994 – „Steam“
- 1994 – „Stay Another Day“
- 1995 – „Let It Rain“
- 1995 – „Hold My Body Tight“
- 1995 – „Thunder“
- 1996 – „Do U Still?“
- 1996 – „Someone to Love“
- 1996 – „If You Ever“
- 1997 – „Hey Child“
- 1998 – „Each Time“
- 1999 – „Betcha Can't Wait“
- 2009 – „Bad Weather“
- 2011 – „Secret of My Life“
- 2012 – „I Can't Get You Off My Mind (Crazy)“
- 2012 – „Friday Night“
- 2012 – „Counting Clouds“

## Видеоклипове
| Видеоклип                                 | Премиера | Албум                                            |  |
| ----------------------------------------- | -------- | ------------------------------------------------ |  |
| House of love                             | 1992     | Walthamstow                                      |  |
| House of love (алтернативен видеоклип)    | 1992     | Walthamstow                                      |  |
| Gold                                      | 1992     | Walthamstow                                      |  |
| Deep                                      | 1993     | Walthamstow                                      |  |
| Slow it down                              | 1993     | Walthamstow                                      |  |
| West end girls                            | 1993     | Walthamstow                                      |  |
| It's alright                              | 1993     | Walthamstow                                      |  |
| Around the world                          | 1994     | Steam                                            |  |
| Steam                                     | 1994     | Steam                                            |  |
| Stay another day                          | 1994     | Steam                                            |  |
| Stay another day (алтернативен видеоклип) | 1994     | Steam                                            |  |
| Let it rain                               | 1995     | Steam                                            |  |
| Hold my body tight                        | 1995     | Steam                                            |  |
| Thunder                                   | 1995     | Up all night                                     |  |
| Do U still                                | 1996     | Up all night                                     |  |
| Someone to love                           | 1996     | Up all night                                     |  |
| If you ever                               | 1996     | Around the world hit singles: The journey so far |  |
| Hey child                                 | 1997     | Around the world hit singles: The journey so far |  |
| Each time                                 | 1998     | Resurrection                                     |  |
| Betcha can't wait                         | 1999     | Resurrection                                     |  |
| Bad Weather                               | 2009     | -                                                |  |
| Secret of my life                         | 2011     | -                                                |  |
| I can't get you off my mind (Crazy)       | 2012     | Dark light                                       |  |

## Турнета
- 1994 – 1995 – „Letting Off Steam: The Around The World Tour“
- 1996 – „Moscow Olympic Stadium“
- 2009 – „Club Tour“
- 2011 – „The boys are back Tour“